# Thomas Kessler
Thomas Kessler   (Colònia, 20 de gener de 1986) és un futbolista alemany. Va començar com a futbolista al Grün-Weiß Brauweiler. Kessler va fitxar pel club de la Lliga alemanya de futbol FC St. Pauli en préstec el juny de 2010. El 12 de setembre de 2010, va debutar amb el FC St. Pauli en un partit de lliga contra el seu antic club, a Colònia. Va representar l'equip nacional de futbol sub-16 d'Alemanya una vegada l'any 2002.